# Euxoa vetusta
Euxoa vetusta là một loài bướm đêm trong họ Noctuidae.